# Ulex cantabricus
Ulex cantabricus  es un arbusto espinoso de la familia de las fabáceas.

## Descripción
Planta perenne, arbustiva, postrada, que no llega a 1 m de altura, con espinas rígidas agrupadas en fascículos, las principales de hasta 2 cm, de largas y las secundarias y terciarias más cortas y agrupadas en la base de las principales.
Flores en grupos en el extremo de las ramas. Bracteolas pequeñas, triangular-lanceoladas, que llegan como máximo a igualar la anchura del pedicelo. Cáliz bilabiado, de 8 a 13 mm, cubierto de pelos apresados. Corola amarilla, con un estandarte de 9 a 15 mm superando al cáliz.
Fruto en legumbre. Florece en verano, otoño e invierno.

## Distribución y hábitat
En la cordillera Cantábrica, en Asturias y en Castilla y León. Habita en brezales y tojales.

## Taxonomía
Ulex cantabricus fue descrita por Álv.Mart. , Fern.Casado , Fern.Prieto , Nava & Vera y publicado en Lagascalia 14(1): 140. 1986.
Citología
Números cromosomáticos de Ulex gallii  (Fam. Leguminosae) y táxones infraespecificos
2n=64.
Etimología
Ulex: nombre genérico que es el antiguo nombre de esta planta o alguna similar.
cantabricus: epíteto geográfico que se refiere a su localización de Cantabria.
Sinonimia
- Ulex gallii subsp. gallii Planch. in Ann. Sci. Nat., Bot. ser. 3 11: 213 (1849)  basónimo
- Ulex europaeus [forme] gallii (Planch.) Rouy in Rouy & Foucaud, Fl. France 4: 242 (1897), nom. inval.
- Ulex gallii f. gallii Planch. in Ann. Sci. Nat., Bot. ser. 3 11: 213 (1849)
- Ulex minor subsp. gallii (Planch.) Castrov. & Valdés Berm. in Bot. J. Linn. Soc. 104: 307 (1990)
- Ulex baeticus f. opistholepis (Webb) Samp., Man. Fl. Portug. 219 (1911)
- Ulex bastardianus Hy in Rev. Gén. Bot. 25 bis: 352 (1914)
- Ulex bonnieri Hy in Rev. Gén. Bot. 25 bis: 358 (1914)
- Ulex cantabricus Álv.Mart. & al. in Candollea 43: 493 (1988)
- Ulex europaeus var. pubescens Rouy in Rev. Sci. Nat. Montpellier ser. 3 3: 80 (1883)
- Ulex gallii f. humilis (Planch.) Cubas in Lazaroa 1: 114 (1979)
- Ulex gallii f. opistholepis (Webb) Samp. in Brotéria, Sér. Bot. 21: 152 (1924)
- Ulex gallii var. humilis Planch. in Ann. Sci. Nat., Bot. ser. 3 11: 213 (1849)
- Ulex intermedius Le Gall in Congr. Sci. France 26: 139 (1850)
- Ulex jussiaei var. opistholepis (Webb) Cout., Fl. Portugal 322 (1913)
- Ulex nanus var. major Bab. in Ann. Nat. Hist. 4: 302 (1840)
- Ulex opistholepis Webb in Ann. Sci. Nat., Bot. ser. 3 17: 291 (1852)[3][6]